# Diário dos Açores
O Diário dos Açores MHM é um periódico diário açoriano, publicado na ilha de São Miguel.
É o mais antigo jornal diário do arquipélago, tendo vindo a público a 5 de Fevereiro de 1870. Com redação na cidade de Ponta Delgada, assume hoje a forma de um matutino de informação geral.

## História
O Diário dos Açoes foi fundado por Manuel Augusto Tavares de Resende (1849–1892), personalidade que dirigiu o periódico de 1870 até à data do seu falecimento. A criação do jornal foi influenciada pelo lançamento, cinco anos antes, em Lisboa, do Diário de Notícias, e pretendeu lançar, num meio caracterizado pelo analfabetismo, pela dificuldade de circulação de informação, pessoas e bens e pelas limitações das artes gráficas, um órgão de informação diário que levasse aos micaelenses a informação do mundo que chegava à ilha de São Miguel, mal a ela tivesse acesso. Destaca-se, por exemplo, as notícias acerca da guerra franco-prussiana que rebentou nesse ano de 1870 e que o Diário dos Açores foi o primeiro a noticiar no arquipélago.
Foi difícil manter a periodicidade do jornal, pois até então os jornais existentes eram de tiragem quinzenal, ou de feição política, publicando-se irregularmente em função dos eventos e das necessidades de propaganda dos seus promotores. Para manter a periodicidade, foi preciso resolver complexas questões técnicas e de angariação de assinantes que acreditassem na obra de Tavares de Resende, pois muitos eram os que anunciavam uma morte rápida à sua iniciativa.
Ao tempo, as limitações sócio-económicas da sociedade açoriana não permitiam grande número de anunciantes, o que prejudicava a manutenção e sustentação económica de um jornal com publicação diária. Para angariar assinaturas, e para atrair a confiança dos leitores no Diário dos Açores, Tavares de Resende oferecia brindes, em dinheiro, regulados pela lotaria. Outro esforço para alargar a base de assinantes foi o estabelecimento de correspondentes ao longo da ilha de São Miguel, nas outras ilhas e mesmo fora dos Açores, permitindo que o jornal angariasse alguns assinantes no meio rural e que os residentes em Ponta Delgada com interesses nas freguesias rurais, com as quais as comunicações eram então difíceis, se sentissem envolvidos no projecto.
Foi assim através da distribuição de folhetins, da atribuição de brindes aos assinantes, da publicação de artigos de divulgação e da criação da primeira rede organizada de correspondentes na ilha que Tavares de Resende deu forma ao seu projecto, subordinando-o ao objectivo de dar à cidade de Ponta Delgada, e mesmo à ilha de São Miguel, uma publicação diária, atenta aos problemas locais, operando em moldes diferentes dos tradicionais periódicos políticos e noticiosos da época, imprimindo-lhe um carácter mais moderno e dinâmico.
Pela inovação que trouxe à forma e conteúdo do jornalismo açoriano dos finais do século XIX, o Diário dos Açores pode ser considerado como uma revolução na técnica e no espírito do jornalismo da época, trazendo nas suas linhas e periodicidade o gérmen de um novo estilo que libertaria a imprensa que então se fazia nos Açores dos moldes antiquados em que operava. Foi, sem dúvida, arauto de um pioneirismo, não totalmente desprovido de riscos, como aliás a sua história viria a demonstrar. João da Silva Júnior descreveu do seguinte modo a fundação do Diário dos Açores:
Debuxado nas tonalidades líricas de La Belle Époque, o retrato de Tavares de Resende ressalta dum fundo de céu insular. Açores de asas abertas saem dentre velhas máquinas de impressão que tipógrafos zelosos pedalam no afã da nova "folha". Por aqui e por ali, na superfície glauca do mar açoriano, enfunam-se as velas dos "navios da fruta", rumo ao largo….
A acção de Manuel Augusto Tavares de Resende insere-se no contexto da por vezes chamada geração de ouro açoriana, onde se incluem, por exemplo, os irmãos Ernesto e José do Canto, a criação em 1843 da Sociedade Promotora da Agricultura Micaelense, com o seu órgão de informação O Agricultor Micaelense, e a criação em 1847 da Sociedade dos Amigos das Letras e Artes.
Através do Diário dos Açores chegaram a S. Miguel os escritos da Geração de 70 e nele se desenvolveram e revelaram muitas das grandes personalidades da literatura e do jornalismo açoriano.
Escrevendo em 1970, no suplemento que comemorou os 100 anos de vida do jornal, Manuel Cabral de Melo escreveu: Sentindo os anseios de então, Tavares de Resende, um jovem idealista de 21 anos apenas, autodidacta e espírito empreendedor, apetrecha uma tipografia e, no dia 5 de Fevereiro de 1870, faz circular na nossa cidade, o primeiro quotidiano do Arquipélago. Convicto de que o levantamento da terra e da Nação devia basear-se na educação do povo, definiu a sua iniciativa por "publicação noticiosa, de instrucção e de recreio. (…) Produto de uma forte vontade, o Diário dos Açores foi uma oferta e um testemunho do amor que Tavares de Resende sempre votou à sua e nossa terra, que ele tanto desejou ver engrandecida.
Em 1892, já depois da morte de Tavares de Resende, a direcção do jornal coube ao seu sobrinho, Manuel Resende Carreiro (? – 1939). Foi director do Diário dos Açores durante 47 anos, até morrer e deixar a direcção do jornal aos seus dois filhos, Manuel e Carlos Carreiro. Durante o quase meio século que dirigiu o jornal continuou a sentir as dificuldades resultantes da posição geográfica açoriana e da realidade social micaelense, mas, tal como seu tio, não desistiu e continuou, persistentemente, a publicação do quotidiano, que entretanto já angariara um lugar no seio de muitas famílias.
Foi durante a direcção de Manuel Resende Carreiro que se iniciou a publicação do suplemento infantil Miau, em 1934, o qual pela sua novidade marcou a infância de muitas crianças. Através do Miau muitos se iniciaram a leitura do Diário dos Açores, criando hábitos que se prolongaram pela vida. É assim que António Horácio Borges o recorda:
Não me lembro bem quando foi que comecei a apreciar o "Diário". Sei que era criança. Trazia o "Miau" e a gente esperava ansiosamente pelo dia. Nasceu a afeição que ficou e se prolongou pelos anos, ampliando-se à maneira que o entendimento ia arrebitando. A ansiedade com que então aguardava o dia do "Miau" passou a ser de todos os dias. O "Diário" entrou no hábito da nossa vida. (…) A afeição do rapazinho de então que esperava com ansiedade o "Diário" por causa do "Miau" transformou-se em admiração. O gosto de ler o "Diário" todos os dias transformou-se em vício. Um vício bom, apetecido, que passa dos pais para os filhos.
Durante a direcção de Manuel e Carlos Carreiro, o Diário dos Açores renovou-se tecnicamente, sendo o primeiro jornal de São Miguel a utilizar uma máquina de composição mecânica. Em 1965 adquiriu a sua primeira máquina Intertype, das quais já tinha duas em 1970. Foi da responsabilidade dos irmãos Carreiro a preparação, em 1945, do número comemorativo das bodas de diamante, publicação de grande qualidade gráfica, jornalística e literária.
O Diário dos Açores mantém-se em publicação tendo como mote, de acordo com os seus editores, respeitar, preservar e divulgar o seu passado, assumindo-se como herdeiro de mais de um século de cultura e de identidade açorianas. Pretende manter actuais as palavras que Basílio José Dias, então governador civil do Distrito Autónomo de Ponta Delgada, dirigiu ao jornal aquando do seu centenário: Mas repara bem em ti, olha para trás e também para nós, repara nas obras de que foste cabouqueiro, construtor e arquitecto. Tens pergaminhos. Não os podes perder.
A 9 de Junho de 1995 foi feito Membro-Honorário da Ordem do Mérito.